# MEPS
MEPS (ang. Multilanguge Electronic Phototypesetting System, Elektroniczny System Wielojęzycznego Fotoskładu; późniejsza nazwa: Wielojęzyczny Elektroniczny System Wydawniczy z ang. Multilanguage Electronic Publishing System) – pierwszy na świecie system elektronicznego fotoskładu nad którym prace Towarzystwo Strażnica rozpoczęło w 1979 roku na Farmach Strażnicy w Wallkill w Stanach Zjednoczonych. System ten umożliwia publikowanie w wielu językach tych samych publikacji. Celem tego systemu jest łamanie tekstu, łączenie go z grafiką i przygotowywanie do druku w setkach języków.
Sercem systemu jest komputer MEPS mieszczący się w obudowie (100 cm × 92 cm × 87 cm), połączony z czterema końcówkami operatorskimi. Końcówka operatorska spełnia dwie zasadnicze funkcje (wprowadzenie tekstu wielojęzycznego w 741 językach i 31 różnych rodzajach pisma. Różnych wersji tego systemu używa się w przeszło 125 krajach, gdzie tłumaczy się Biblię i inne publikacje, dzięki czemu publikacje Świadków Jehowy mogą się ukazywać obecnie w przeszło 1090 językach, z przeznaczeniem do rozpowszechniania w 240 krajach i terytoriach zależnych.
Dział Programistyczny MEPS w Biurze Głównym Świadków Jehowy w Warwick w stanie Nowy Jork nadzoruje również funkcjonowanie serwisu internetowego jw.org w ponad 1090 językach oraz darmowych aplikacji „JW Library” i bezpłatnego programu komputerowego „Watchtower Library”.

## Watchtower Translation System
Programiści zajmujący się systemem MEPS w Biurze Głównym oraz w Biurze Oddziału w Południowej Afryce opracowali program Watchtower Translation System, używany przez tłumaczy pracujących przy tłumaczeniu publikacji Towarzystwa Strażnica na całym świecie. Celem tego programu nie jest stworzenie programu komputerowego, który miałby całkowicie zastąpić tłumaczy, lecz dostarczenie zespołom tłumaczy narzędzi pomocnych przy tej pracy. W skład programu Watchtower Translation System włączono program Bible Translation System, który ułatwia organizowanie pracy i zapewnia dostęp do materiałów pomocniczych przy tłumaczeniu Biblii. Ciało Kierownicze Świadków Jehowy włączyło tłumaczenie Pisma Świętego w Przekładzie Nowego Świata do standardowych zadań zespołów tłumaczy.